# 이누가미 일족
《이누가미 일족》(일본어: 犬神家の一族)은 요코미조 세이시의 장편 추리소설이다. 1950년 발표된 이래 수 차례에 걸쳐 영화, 드라마 등으로 영상화된 요코미조의 대표작이다.

## 줄거리
이누가미 재벌의 창시자, 일본의 생사왕으로 불리는 이누가미 사헤가 나스 호반의 저택에서 숨을 거둔다. 그가 남긴 막대한 재산의 행방을 두고 서로 다른 어머니에게서 태어난 세 딸과 그 가족이 신경을 곤두세우고 있는 가운데 변호사 후루다테는 사헤가 이미 유언장을 써 두었음을 밝힌다. 그로부터 몇 달 후, 사립 탐정 긴다이치 코스케는 '이누가미 집안에 좋지 않은 일이 발생할 것 같다'는 변호사 와카바야시의 연락을 받고 나스 호반을 찾아오지만 의뢰인은 긴다이치를 만나기 직전 살해당한다. 한편 전쟁에 징병되었던 큰손자 스케키요가 귀환하면서 이누가미 사헤의 유언장도 공개된다. 유언장에는 사헤의 은인의 딸 노노미야 다마요와 결혼하는 손자에게 유산을 물려주겠다는 충격적인 내용이 적혀 있었고, 그 이후 이누가미 가에서는 차례차례 기괴한 살인 사건이 일어난다.

## 목차
발단 / 제1장 절세의 미인 / 제2장 요키.고토.기쿠 / 제3장 흉보가 도착하다 / 제4장 버려진 배 / 제5장 상자 속 / 제6장 거문고 줄 / 제7장 아아, 잔인하도다 / 제8장 운명의 모자 / 제9장 무서운 우연 / 대단원

## 등장인물
- 긴다이치 코스케(金田一 耕助): 사립탐정

### 이누가미 가문
- 이누가미 사헤(犬神 佐兵衛): 이누가미 재벌의 설립자
- 이누가미 마츠코(犬神 松子): 사헤의 장녀
  - 이누가미 스케키요(犬神 佐清): 마츠코의 아들, 가면을 착용하고 있다.
- 이누가미 다케코(犬神 竹子): 사헤의 차녀
  - 이누가미 도라노스케(犬神 寅之助): 다케코의 남편
  - 이누가미 스케타케(犬神 佐武): 다케코의 아들
  - 이누가미 사요코(犬神 小夜子): 다케코의 딸
- 이누가미 우메코(犬神 梅子): 사헤의 삼녀
  - 이누가미 고키치(犬神 幸吉): 우메코의 남편
  - 이누가미 스케토모(犬神 佐智): 우메코의 아들

### 노노미야 가문
- 노노미야 다이니(野々宮 大弐): 이누가미 사헤의 은인으로 신관
- 노노미야 하루요(野々宮 晴世): 다이니의 아내
- 노노미야 노리코(野々宮 祝子): 다이니의 딸
- 노노무라 다마요(野々宮 珠世): 노리코의 딸이자 다이니의 외손녀
- 사루조(猿蔵): 다마요의 시중을 드는 하인

### 그 밖의 인물들
- 후루다테 교조(古館 恭三): 이누가미 가문의 변호사
- 와카바야시 도요이치로(若林 豊一郎): 후루다테의 조수
- 미야카와 고킨(宮川 香琴): 마츠코의 거문고 스승
- 오야마 다이스케(大山 泰輔): 나스 신사의 신관
- 아오누마 기쿠노(青沼 菊乃): 사헤의 애인
- 아오누마 시즈마(青沼 静馬): 기쿠노와 사헤 사이에서 태어난 아들
- 다치바나(橘): 나스 시 경찰서장
- 후지사키(藤崎)
- 구스다(楠田)
- 시마 규헤이(志摩 久平)

## 한국어 번역본
- 정명원 역, 시공사, 2008, ISBN 978-89-527-5305-2

## 기타
- 이누가미(犬神)의 뜻을 영어로 옮기면 DogGod라는 이상한 단어가 된다.
- 리뷰

## 같이 보기
- 요코미조 세이시
- 긴다이치 코스케